# Philip Ober
Philip Ober (Fort Payne, 23 marzo 1902 – Città del Messico, 13 settembre 1982) è stato un attore statunitense.

## Biografia
Ober comparve spesso in ruoli di uomo tutto di un pezzo alle prese con situazioni farsesche. Una delle sue interpretazioni più celebri fu quella nella commedia Personal Appearance di Lawrence Riley, andata in scena a Broadway nel 1934, in cui apparve al fianco di Gladys George. 
Come attore di cinema, interpretò il ruolo del capitano Dana Holmes, l'antipatico marito di (Deborah Kerr), nell'omonima versione cinematografica del romanzo di James Jones Da qui all'eternità (1953).
Nel 1959 ricoprì un ruolo breve, ma importante, in Intrigo internazionale, grande successo di Alfred Hitchcock, interpretando la parte di Lester Townsend, un diplomatico dell'ONU, che viene ucciso proprio nel salone principale della sede newyorkese dell'organizzazione.
Dal 1954 al 1967 Ober comparve frequentemente in episodi di serie televisive. Fece due apparizioni nella serie I Love Lucy (1951–1957), ove recitava la sua seconda moglie Vivian Vance nella parte di Ethel Mertz, spalla della protagonista interpretata da Lucille Ball.
Tra le altre sue interpretazioni televisive, da ricordare il ruolo ricorrente come generale Wingard Stone nei primi episodi della lunga situation comedy della NBC, Strega per amore, e come ammiraglio "Iron Pants" Rafferty in due episodi della serie Un equipaggio tutto matto. Prese inoltre parte ad episodi delle serie Alfred Hitchcock presenta e L'ora di Hitchcock.
Ritiratosi dall'attività cinematografica e televisiva, entrò nel servizio diplomatico americano, e, mentre lavorava presso il Consolato degli Stati Uniti a Città del Messico, morì d'infarto nel 1982.

## Vita privata
Philip Ober si sposò 3 volte:
- nel 1923 con Phyllis Roper, dalla quale ebbe un figlio, e dalla quale divorziò nel 1941.
- nel 1941 si risposò con l'attrice Vivian Vance, dalla quale divorziò nel 1959.
- nel 1961 sposò in terze nozze Jane Westover, con la quale rimase fino alla morte.

## Filmografia parziale

### Cinema
- Chloe, Love Is Calling You, regia di Marshall Neilan (1934)
- Little Me, regia di Rot Mack (1938)
- The Magnificent Yankee, regia di John Sturges (1950) (voce narrante)
- Nozze infrante (The Secret Fury), regia di Mel Ferrer (1950)
- Che vita con un cow boy! (Never a Dull Moment), regia di George Marshall (1950)
- Lo sconosciuto ( The Unknown Man), regia di Richard Thorpe (1951)
- Washington Story, regia di Robert Pirosh (1952)
- Torna piccola Sheba! (Come Back, Little Sheba), regia di Daniel Mann (1952)
- Il pagliaccio (The Clown), regia di Robert Z. Leonard (1953)
- L'isola del piacere ( The Girls of Pleasure Island), regia di Alvin Ganzer e F. Hugh Herbert (1953)
- L'orfana senza sorriso (Scandal at Scourie), regia di Jean Negulesco (1953)
- Da qui all'eternità (From Here to Eternity), regia di Fred Zinnemann (1953)
- Addio signora Leslie ( About Mrs. Leslie), regia di Daniel Mann (1954)
- La lancia che uccide (Broken Lance), regia di Edward Dmytryk (1954)
- Tammy fiore selvaggio (Tammy and the Bachelor), regia di Joseph Pevney (1957)
- Due gentiluomini attraverso il Giappone (Escapade in Japan), regia di Arthur Lubin (1957)
- L'alto prezzo dell'amore (The High Cost of Loving), regia di José Ferrer (1958)
- Un pugno di polvere (Ten North Frederick), regia di Philip Dunne (1958)
- Inferno sul fondo (Torpedo Run), regia di Joseph Pevney (1958)
- Il gioco dell'amore (The Mating Game), regia di George Marshall (1959)
- Intrigo internazionale (North by Northwest), regia di Alfred Hitchcock (1959)
- Adorabile infedele (Beloved Infidel), regia di Henry King (1959)
- Il figlio di Giuda (Elmer Gantry), regia di Richard Brooks (1960)
- Che nessuno scriva il mio epitaffio (Let No Man Write My Epitaph), regia di Philip Leacock (1960)
- Un adulterio difficile (The Facts of Life), regia di Melvin Frank (1960)
- Va nuda per il mondo (Go Naked in the World), regia di Ranald MacDougall (1961)
- L'ombra della vendetta (The Crimebusters), regia di Boris Sagal (1962)
- Missione in Oriente - Il brutto americano (The Ugly American), regia di George Englund (1963)
- La più allegra avventura (The Brass Bottle ), regia di Harry Keller (1964)
- Sette giorni di fifa ( The Ghost and Mr. Chicken ), regia di Alan Rafkin (1966)
- Mandato di uccidere (Assignment to Kill), regia di Sheldon Reynolds (1968)

### Televisione
- The Star and the Story – serie TV, episodio 1x20 (1955)
- The 20th Century-Fox Hour – serie TV, episodio 1x05 (1955)
- Scienza e fantasia (Science Fiction Theatre) – serie TV, episodio 1x39 (1956)
- General Electric Theater – serie TV, episodi 4x18-10x26 (1956-1962)
- Climax! – serie TV, episodio 4x07 (1957)
- Westinghouse Desilu Playhouse – serie TV, episodio 1x15 (1959)
- Mr. Lucky – serie TV, episodio 1x09 (1959)
- Sugarfoot – serie TV, episodio 2x17 (1959)
- L'uomo e la sfida (The Man and the Challenge) – serie TV, episodio 1x34 (1960)
- Scacco matto (Checkmate) – serie TV, episodi 1x13-2x06 (1960-1961)
- The Investigators – serie TV, episodio 1x13 (1961)
- L'ora di Hitchcock (The Alfred Hitchcock Hour) – serie TV, episodio 1x04 (1962)
- Thriller – serie TV, episodio 2x24 (1962)
- Ripcord – serie TV, episodi 1x21-2x33 (1962-1963)
- Bonanza – serie TV, episodio 4x33 (1963)
- La legge del Far West (Temple Houston) – serie TV, episodio 1x10 (1963)
- Sotto accusa (Arrest and Trial) – serie TV, episodio 1x06 (1963)
- Ai confini della realtà (The Twilight Zone) – serie TV, episodio 5x21 (1964)
- Honey West – serie TV, episodio 1x07 (1965)
- Tre nipoti e un maggiordomo (Family Affair) – serie TV, episodio 1x01 (1966)
- Le spie (I Spy) – serie TV, episodio 1x16 (1966)
- Iron Horse – serie TV, episodio 1x06 (1966)

## Doppiatori italiani
- Giorgio Capecchi in Da qui all'eternità, Adorabile infedele
- Manlio Busoni in La lancia che uccide
- Arturo Dominici in Intrigo internazionale